# Leslie Stewart
Leslie Stewart est un boxeur trinidadien né le 21 mars 1961 à Laventille.

## Carrière
Passé professionnel en 1982, il devient champion du monde des poids mi-lourds WBA le 23 mai 1987 après sa victoire contre l'américain Marvin Johnson sur abandon à l'issue de la 8e reprise. Stewart perd sa ceinture dès le combat suivant aux dépens de Virgil Hill le 5 septembre suivant. Il mettra un terme à sa carrière en 2000 sur un bilan de 31 victoires et 12 défaites.

## Référence
1. ↑  (en) Hembrick In Don't - lose Situation Vs. Stewart (sun-sentinel.com)